# Teurajärvi (meer)
Het Teurajärvi is een meer in Zweden. Het ligt in de gemeente Pajala ten noorden van het dorp Teurajärvi, dat dus dezelfde naam heeft, en is drie bij twee kilometer. 